# شاندور بيرو
شاندور بيرو (بالمجرية: Bíró Sándor)‏ (19 أغسطس 1911 – 1988) لاعب كرة قدم مجري راحل كان يجيد اللعب في خط الدفاع.
لعب طوال مسيرته الرياضية في أندية كيروليتي (1927-1935) إم تي كيه بودابست (1935-1940) إيلوري (1940-1942) أويبست (1942-1945) إم تي كيه بودابست (1945-1948) كيروليتي (1948-1949).
مثل منتخب المجر في 54 مباراة (1932-1946). شارك مع منتخب المجر في بطولة كأس العالم 1934 في إيطاليا حيث خرج من الدور الربع النهائي وفي بطولة كأس العالم 1938 في فرنسا حيث احتل المركز الثاني.

## وصلات خارجية
- شاندور بيرو على موقع الاتحاد الدولي (مؤرشف)  (الإنجليزية)
- شاندور بيرو على موقع قاعدة بيانات كرة القدم.إي يو (الإنجليزية)
- شاندور بيرو على موقع ناشيونال فوتبول تيمز (الإنجليزية)
- شاندور بيرو على موقع عالم كرة القدم.نت (الإنجليزية)

- سيرة ذاتية